# 丹麥人口
據2021年統計，丹麥總人口有5,840,045人，其中86%有丹麥血統（定義為父母中至少有一人出生在丹麥並擁有丹麥國籍）,剩下的14%有外國背景,是移民及移民的後代。其中主要來自土耳其、波蘭、德國、伊拉克、羅馬尼亞、敘利亞、索馬利亞、伊朗、阿富汗、南斯拉夫社會主義聯邦共和國及其繼承國。817,438位移民中，有199,668人是在丹麥出生的移民第二代。

## 外部連結
- Danish Demes Regional DNA Project[永久]
- National statistics（页面存档备份，存于）
- Ministry of Ecclesiastical Affairs - List of recognised denominations (in Danish)
- Statistic info on recognised denominations (in Danish; Muslim congregations not listed)